# Stella Artois Championships 2000
Stella Artois Championships 2000 — тенісний турнір, що проходив на трав'яних кортах  у Лондоні, Велика Британія з 12 червня . Належав до категорії ATP International Series, був турніром серії Queen's Club Championships 2000 року.

## Фінальна частина

### Одиночний розряд
Ллейтон Г'юїтт —  Піт Сампрас 6–4, 6–4

### Парний розряд
Тодд Вудбрідж /  Марк Вудфорд —  Джонатан Старк /  Ерік Тайно 6–7(5–7), 6–3, 7–6(7–1)